# Chris Bruno
Christopher „Chris“ Malcolm Bruno (* 15. März 1966 in New Haven, New Haven County, Connecticut) ist ein US-amerikanischer Schauspieler, Filmregisseur, Filmproduzent, Stuntman, Stunt Coordinator, Synchronsprecher, Model und ehemaliger Mixed-Martial-Arts-Kämpfer im Federgewicht. Anfang bis Mitte der 1990er Jahre konnte er sich durch Charakterrollen in den Fernsehserien Another World und All My Children als Schauspieler etablieren. Es folgten Besetzungen als Episodendarsteller in Fernsehserien und Rollen in überwiegend B-Movies. Ab Mitte der 2000er Jahre übernahm er auch verschiedene Aufgaben hinter der Kamera. So ist er für die Regie und die Produktion von Fernsehserien und Filmen zuständig und für die Koordination von Stunts verantwortlich, die er außerdem teilweise selbst ausführt. 2002 übernahm er im Videospiel Dead to Rights eine Sprechrolle.

## Leben
Bruno wurde am 15. März 1966 in New Haven als Sohn von Nancy Mendillo und dem Filmschauspieler Scott Bruno (* 2. Januar 1942) geboren. Der Schauspieler Dylan Bruno (* 1972) ist sein jüngerer Bruder. Sein Onkel Stephen Mendillo (* 9. Oktober 1942) ist ebenfalls Schauspieler. Bruno wuchs in der Kleinstadt Milford auf. Nach seiner regulären Schulzeit studierte er Psychologie in Vermont. Er wechselte später zur Stony Brook University, wo er als Hauptfach Theater wählte. Er spielte sehr erfolgreich im dortigen Baseball-Team. Zuvor war er schon Leistungsträger im Tennis und dem Ski-Team. Nach dem Abschluss an der Universität zog er nach New York City.
Er ist der Patenonkel von Michael Joseph Consuelos, dem Sohn der Schauspieler Kelly Ripa und Mark Consuelos. Zu Beginn der 1990er Jahre war er mit der Schauspielerin Alicia Coppola in einer Beziehung. Mitte der 1990er Jahre befand er sich in einer zweijährigen Beziehung mit Debbie Gibson. Zuletzt war er mit der Schauspielerin Marie Avgeropoulos liiert. Bruno hat einen Helikopter-Führerschein und war jahrelanger Betreiber der Bar und Restaurant Vermouth in New York City.

## Karriere
Bruno verkörperte von 1991 bis 1993 in 64 Episoden der Fernsehserie Another World die Rolle des Dennis Wheeler / Dennis Carrington. Es folgten 20 Episoden als Michael Delaney von 1995 bis 1998 in der Fernsehserie All My Children. In den nächsten Jahren übernahm er Episodenrollen in verschiedenen Fernsehserien. Er hatte wiederkehrende Rollen in Numbers – Die Logik des Verbrechens, Prison Break, Family Tools, Awkward – Mein sogenanntes Leben, The Fosters und A Cannibal's Handshake. Er verkörperte außerdem die Hauptrollen in den Fernsehfilmen Grendel von 2007 und 5-Headed Shark Attack von 2017. In letzteren Film war er auch für die Koordination der Stunts zuständig. Seit 2006 ist er als Filmregisseur tätig, seit 2007 ebenfalls in der Filmproduktion.
Mit 51 Jahren bestritt er am 8. Dezember 2017 im Rahmen der CG 17 – Celtic Gladiator 17 gegen Mark Matsumoto seinen ersten professionellen MMA-Kampf – damit stellt er den Rekord des ältesten MMA-Kämpfers. Er verlor zum Ende der ersten Runde durch technisches K. O. Er bestritt außerdem wenige Amateurduelle.

## Filmografie (Auswahl)

### Schauspiel
- 1991–1993: Another World (Fernsehserie, 64 Episoden)
- 1995: The Watcher – Das Auge von Vegas (The Watcher, Fernsehserie, Episode 1x08)
- 1995–1998: All My Children (Fernsehserie, 20 Episoden)
- 1998: Palm Beach-Duo (Fernsehserie, Episode 7x22)
- 1998: JAG – Im Auftrag der Ehre (JAG, Fernsehserie, Episode 4x08)
- 1998: Die Nanny (The Nanny, Fernsehserie, Episode 6x09)
- 1999: Oh Baby (Fernsehserie, Episode 2x03)
- 1999: Oh, Grow Up (Fernsehserie, 2 Episoden)
- 1999: The Force (Fernsehfilm)
- 1999: My Girlfriend's Boyfriend
- 2000: Jesse (Fernsehserie, Episode 2x13)
- 2002: Dead Zone – Das zweite Gesicht (The Dead Zone)
- 2002–2007: Dead Zone (Fernsehserie, 69 Episoden)
- 2004: Missing – Verzweifelt gesucht (1-800-Missing, Fernsehserie, Episode 1x16)
- 2005: Mit Herz und Hand (The World’s Fastest Indian)
- 2006: Wildfire (Fernsehserie, Episode 2x12)
- 2007: Grendel (Fernsehfilm)
- 2007: Last of the Romantics
- 2007: CSI: Miami (Fernsehserie, Episode 5x22)
- 2007: Spoonfed (Kurzfilm)
- 2007–2009: Numbers – Die Logik des Verbrechens (NUMB3RS, Fernsehserie, 2 Episoden)
- 2008: Dead and Gone
- 2008: Emergency Room – Die Notaufnahme (ER, Fernsehserie, Episode 15x08)
- 2009: The Cell 2
- 2009: Conflict of Interest (Kurzfilm)
- 2009: Prison Break (Fernsehserie, 2 Episoden)
- 2009: Truth Never Lies
- 2010: Navy CIS (Navy NCIS, Fernsehserie, Episode 7x11)
- 2010: Terriers (Fernsehserie, Episode 1x06)
- 2011: Tranny Trainer (Kurzfilm)
- 2011: Railroad Jack
- 2012: Southland (Fernsehserie, Episode 4x06)
- 2013: Navy CIS: L.A. (NCIS: Los Angeles, Fernsehserie, Episode 4x20)
- 2013: Family Tools (Fernsehserie, 2 Episoden)
- 2014: Castle (Fernsehserie, Episode 6x18)
- 2014: Sorority Surrogate (Fernsehfilm)
- 2014–2015: Awkward – Mein sogenanntes Leben (Awkward., Fernsehserie, 3 Episoden)
- 2014–2016: The Fosters (Fernsehserie, 9 Episoden)
- 2015–2017: A Cannibal's Handshake (Fernsehserie, 7 Episoden)
- 2016: A Remarkable Life
- 2017: 5-Headed Shark Attack (Fernsehfilm)
- 2017: The Night Shift (Fernsehserie, Episode 4x09)
- 2017: Don't Blink (Kurzfilm)
- 2018: Do Not Go Gentle (Fernsehserie)
- 2020: Out of Play: Der Weg zurück (The Way Back)
- 2020: Thumb Runner (Fernsehserie, Episode 1x05)
- 2021: Mare of Easttown (Miniserie, 3 Episoden)
- 2022: I Am DB Cooper
- 2024: Jade
- 2024: Road to Terzetto
- 2024: Continental Split

### Regie
- 2006: Dead Zone (Fernsehserie, Episode 5x02)
- 2008: No Game (Fernsehfilm)
- 2011: The Icarus II Project (Fernsehserie, 3 Episoden)
- 2014: Surface Tension (Kurzfilm)
- 2018: Wrestle Club (Kurzfilm)
- 2018: Hide and Seek (Kurzfilm)
- 2018: My Two Left Feet (Kurzfilm)

### Produktion
- 2007: Last of the Romantics
- 2008: No Game (Fernsehfilm)
- 2009: Faded Glory (Dokumentation)
- 2011: The Icarus II Project (Fernsehserie, 3 Episoden)
- 2016: A Remarkable Life
- 2018: Do Not Go Gentle (Fernsehserie)

### Stunts
- 2007: Last of the Romantics
- 2014: Sorority Surrogate (Fernsehfilm)
- 2016: A Remarkable Life
- 2017: 5-Headed Shark Attack (Fernsehfilm)
- 2020: Thumb Runner (Fernsehserie, Episode 1x05)
- 2024: Jade
- 2024: Road to Terzetto

## Synchronsprecher
- 2002: Dead to Rights (Videospiel)

## MMA-Statistik
| Ergebnis   | Profi-Rekord | Gegner         | Datum            | Veranstaltung               | Methode | Runde | Zeit |
| ---------- | ------------ | -------------- | ---------------- | --------------------------- | ------- | ----- | ---- |
| Niederlage | 0-1          | Mark Matsumoto | 8. Dezember 2017 | CG 17 – Celtic Gladiator 17 | TKO     | 1     | 4:08 |